# Gabriel Paletta
Gabriel Alejandro Paletta (nascut 15 de febrer de 1986) és un futbolista italià d'origen argentí que juga com defensa amb l'Atalanta BC, cedit per l'AC Milan, i la selecció de futbol d'Itàlia.